# Aeroportul Regional Tweed-New Haven
Aeroportul Regional Tweed-New Haven (IATA: HVN, ICAO: KHVN, FAA LID: HVN) este un aeroport din Connecticut, Statele Unite ale Americii ce deservește zona Fort Myers. Aeroportul a fost tranzitat în 2023 de 372.000 de pasageri. A fost numit după New Haven, Connecticut.
Situat la o altitudine de 4 m, aeroportul dispune de 2 piste.

## Infrastructură

### Piste
Aeroportul dispune de 2 piste. Pista 02/20 are suprafața de asfalt și dimensiunile 5.600 picioare × 150 picioare. Pista 14/32 are suprafața de asfalt și dimensiunile 3.626 picioare × 100 picioare. 